# Фикобилипротеины
Фикобилипротеины — пигмент-белковые комплексы фотосинтетического аппарата цианобактерий, красных и криптофитовых водорослей. 
Они представляют собой ярко окрашенные и водорастворимые хромофорсодержащие белки, собранные в супермолекулярные комплексы (фикобилисомы).
Фикобилипротеины улавливают световую энергию', которая затем передаётся хлорофиллам в процессе фотосинтеза.
Молекулы фикобилипротеинов состоят из двух нековалентно связанных неидентичных субъединиц — a и b, к каждой из которых ковалентно присоединены хромофорные группы: фикоэритробилин или фикоцианобилин.
К 2022 году было описано более шестидесяти различных фикобилипротеинов, разделяемых на три группы: фикоэритринов, фикоцианинов и аллофикоцианинов.